# Tõnu Endrekson
Tõnu Endrekson (Pärnu, URSS, 11 de junio de 1979) es un deportista estonio que compitió en remo.
Participó en cinco Juegos Olímpicos de Verano, entre los años 2004 y 2020, obteniendo dos medallas, plata en Pekín 2008 (doble scull) y bronce en Río de Janeiro 2016 (cuatro scull).
Ganó cinco medallas en el Campeonato Mundial de Remo entre los años 2005 y 2017, y cinco medallas en el Campeonato Europeo de Remo entre los años 2008 y 2021.
Fue el abanderado de Estonia en la ceremonia de apertura de los Juegos de Tokio 2020.

## Palmarés internacional
| Juegos Olímpicos   | Juegos Olímpicos          | Juegos Olímpicos  | Juegos Olímpicos |
| Año                | Lugar                     | Medalla           | Prueba           |
| ------------------ | ------------------------- | ----------------- | ---------------- |
| 2008               | Pekín (China)             | Medalla de plata  | Doble scull      |
| 2016               | Río de Janeiro (Brasil)   | Medalla de bronce | Cuatro scull     |
| Campeonato Mundial |                           |                   |                  |
| Año                | Lugar                     | Medalla           | Prueba           |
| 2005               | Kaizu (Japón)             | Medalla de bronce | Cuatro scull     |
| 2006               | Eton (Reino Unido)        | Medalla de bronce | Cuatro scull     |
| 2007               | Múnich (Alemania)         | Medalla de bronce | Doble scull      |
| 2015               | Aiguebelette (Francia)    | Medalla de bronce | Cuatro scull     |
| 2017               | Sarasota (Estados Unidos) | Medalla de bronce | Cuatro scull     |
| Campeonato Europeo |                           |                   |                  |
| Año                | Lugar                     | Medalla           | Prueba           |
| 2008               | Maratón (Grecia)          | Medalla de oro    | Cuatro scull     |
| 2011               | Plovdiv (Bulgaria)        | Medalla de plata  | Cuatro scull     |
| 2012               | Varese (Italia)           | Medalla de oro    | Cuatro scull     |
| 2016               | Brandeburgo (Alemania)    | Medalla de oro    | Cuatro scull     |
| 2021               | Varese (Italia)           | Medalla de bronce | Cuatro scull     |